# Amyntas (Sohn des Nikolaos)
Amyntas (altgriechisch Ἀμύντας Amýntas; † wohl 325 v. Chr.), Sohn des Nikolaos aus Aloros, war ein makedonischer Soldat und Statthalter Alexanders des Großen.
Amyntas nahm am Asienfeldzug Alexanders teil. Von ihm wurde er im Herbst 328 v. Chr. zum Satrapen der Provinz Baktrien ernannt. Dieses Amt wurde wenige Monate zuvor schon an Kleitos vergeben, allerdings wurde dieser kurz darauf von Alexander im Streit getötet. Um die unruhige Provinz unter Kontrolle zu halten, wurden ihm dabei 400 makedonische Krieger und die gesamten hippakontistai (einheimische Krieger) unter dem Befehl des Koinos zur Seite gestellt. Mit diesen Truppen schlug er sogleich einen Aufstand der Baktrier nieder, die sich unmittelbar nach dem Weiterzug Alexanders erhoben hatten. Im Frühjahr 327 v. Chr. erhielt Amyntas zusätzlich 10.000 Infanteristen und 3500 Kavalleristen aus dem Hauptheer als Verstärkung überantwortet. Die meisten dieser Krieger revoltierten 325 v. Chr., nachdem eine Falschmeldung vom Tod Alexanders in Indien die Provinz erreichte.
Amyntas wurde vermutlich bei diesem Aufstand getötet. Für das Jahr 323 v. Chr. wird bereits Philippos, der bereits Statthalter in Sogdien war, im Besitz von Baktrien genannt.